# Dernier Atout
Dernier Atout è un film del 1942 diretto da Jacques Becker.